# Ne me plaignez pas
Ne me plaignez pas è il secondo singolo estratto dall'album Les chemins de ma maison della cantante canadese Céline Dion, pubblicato nel 1984 in Canada.

## Contenuti, pubblicazioni e promozione del singolo
Ne me plaignez pas è un adattamento francese di Eddy Marnay, del brano Please Don't Sympathise, originariamente registrato da Sheena Easton nel 1981 e composto da Steve Thompson. Nel 1990, Céline cantò un'altra cover di una canzone di Sheena Easton, intitolata The Last to Know. Il singolo fu pubblicato in Canada insieme ala traccia del lato B, Vivre et donner. La Dion registrò anche una versione estesa di Ne me plaignez pas, inclusa nel suo album Du Soleil au cœur, album pubblicato in Francia nel 1984.
Il singolo fu promosso anche da un videoclip tratto da uno speciale televisivo dedicato all'album della stessa Dion, Sur les chemins de ma maison.

## Formati e tracce
LP Singolo 7'' (Canada) (Saisons: SNS 6543)
1. Ne me plaignez pas – 3:00 (testo: Eddy Marnay – musica: Steve Thompson)
2. Vivre et donner – 2:28 (Marnay, Ben Kaye)

## Crediti e personale
Personale
- Musica di - Steve Thompson
- Orchestrato da - Alain Noreau
- Produttore - René Angélil
- Testi di - Eddy Marnay